# Alex Kidd in the Enchanted Castle
Alex Kidd in the Enchanted Castle est un jeu vidéo de plates-formes développé par Sega AM7 et édité par Sega, sorti le 30 novembre 1989 sur Mega Drive, puis porté sur borne d'arcade, PC et console virtuelle Wii. Il est le cinquième titre de la série Alex Kidd et il peut être considéré comme la suite de Alex Kidd in Miracle World.
Il s'agit du seul jeu ayant eu pour héros Alex Kidd sorti sur Mega Drive, avant que celui-ci en tant que mascotte de Sega ne soit remplacé par Sonic. Deux autres jeux sortiront par la suite, l'un sur Master System et l'autre sur Sega Pico

## Contexte historique
En 1986, Sega conçoit Alex Kidd in Miracle World, l'épisode est très populaire.
En 1989, Alex Kidd in the Enchanted Castle est sa suite directe. Il sort en France en même temps que la console. Il est en général disponible à 300 francs, ce qui est inférieur à la plupart des jeux Mega Drive.

## Trame
L'intrigue est la suite de Miracle World. Le jeu commence avec le frère d'Alex, Egle, et Alex sur la planète Aries. Ils sont très tristes, car ils viennent d'apprendre que leur père, le roi Tonnere, est piégé par Ashra, le gouverneur de la planète Papiéroche. C'est pourquoi Alex part au secours de son père,.
Mais Alex se retrouve pris au piège contre d'autres créatures...

## Système de jeu
De nombreux objets du jeu original sont conservés, la moto, l'hélicoptère, le bracelet, etc... Le jeu conserve les parties de pierre-feuille-ciseau. On peut également croiser des huttes (appelé Janken House) dans lequel on joue une partie de pierre-feuille-ciseau, en cas de victoire, Alex repart avec un objet.

### Généralités
Le joueur guide Alex à travers onze étapes en combattant et en évitant les ennemis et obstacles. Alex peut sauter, donner des coups de pied et des coups de poing sur les ennemis, les faisant exploser en pièces d'or. En jouant au Janken (Rock, Paper, Scissors), on peut gagner des objets.
Puisque le jeu est sur console 16-bit avec des capacités graphiques supérieures, Alex Kidd in the Enchanted Castle est mieux fait, avec des graphismes plus détaillés et un scénario plus complet qu'Alex Kidd in Miracle World. Le jeu se compose de onze niveaux, six de moins que Miracle World. Il est globalement moins bien reçu par les critiques.

## Accueil et postérité
Fin 1990, peu après la sortie de la MegaDrive en France, et donc du jeu, le magazine Generation 4 lui donne la note de 6/10. Le magazine parle d'un jeu intéressant, mais moins bon que Super Mario Bros.. « Le jeu comporte onze niveaux, de plus en plus difficiles, il est agrémenté de nombreuses phase différentes. En bref, le joueur ne s'ennuie pas, cet aspect du jeu rattrapant d'ailleurs grande une réalisation un peu juste. »
Les sources contemporaines ont donné des critiques mitigées.
Alex Kidd in the Enchanted Castle a été inclus dans une variété de compilations Mega Drive pour les nouvelles plateformes. Le jeu fait partie de la Collection Sega Mega Drive pour la PlayStation 2 et PlayStation Portable, il est aussi présent sur la collection sega mega drive classics disponible sur ordinateur, Playstation 4, Xbox One et Nintendo Switch, le jeu a également été publié sur la console virtuelle Wii.